# Faresa Kapisi
Faresa Kapisi (23 luglio 1997) è un velocista samoano americano.
A soli 16 anni ha gareggiato alla sua prima competizione mondiale seniores a Mosca 2013.

## Palmarès
| Anno | Manifestazione                | Sede     | Evento      | Risultato   | Prestazione | Note                          |
| ---- | ----------------------------- | -------- | ----------- | ----------- | ----------- | ----------------------------- |
| 2013 | Campionati oceaniani juniores | Papeete  | 100 m piani | 5º          | 11"47       |                               |
| 2013 | Campionati oceaniani juniores | Papeete  | 200 m piani | Bronzo      | 23"51       |                               |
| 2013 | Mondiali                      | Mosca    | 100 m piani | Preliminare | 11"21       | Miglior prestazione personale |
| 2014 | Mondiali indoor               | Sopot    | 60 m piani  | Batteria    | 7"14        | Record nazionale              |
| 2014 | Campionati oceaniani          | Avarua   | 100 m piani | Batteria    | dnf         |                               |
| 2014 | Mondiali juniores             | Eugene   | 100 m piani | Batteria    | 11"66       |                               |
| 2014 | Giochi olimpici giovanili     | Nanchino | 100 m piani | Batteria    | 12"03       |                               |